# Водяний млин (Нова Гребля)
Млин у Новій Греблі — водяний млин у селі Нова Гребля Калинівської громади Вінницької області розташований на річці Десна. Водяний млин збудований на початку 20-го ст. власником цукрового заводу Сергієм Федоровичем Мерінгом для електрозабезпечення заводу. Завод і млин були зруйновані в роки Другої світової війни радянськими військами, щоб не залишити фашистам. Нині залишилися рештки.